# Teuven
Teuven is een dorp in het Land van Herve. Administratief is het een deelgemeente van Voeren, een exclave van het arrondissement Tongeren in de Belgische provincie Limburg. Teuven was een zelfstandige gemeente tot aan de gemeentelijke herindeling van 1977.

## Geschiedenis
Teuven behoorde tot het hertogdom Limburg, dat in 1288 aan het hertogdom Brabant kwam. Het vormde, samen met Sippenaeken en Beusdael, een afzonderlijke heerlijkheid. In 1557 werd deze heerlijkheid, voordien hertogelijk bezit, door Filips II van Spanje uitgegeven aan Gerard Colyn en in 1612 aan Gerard de Draeck. In 1646 werd de heerlijkheid gesplitst en kwam Teuven, met Sinnich en Nurop, aan Gerard de Draeck, en het overige deel aan Adolf Colyn. Tot 1792 bleef Teuven in bezit van de familie De Draeck, die zetelde in het Kasteel van Teuven. Na dit jaar kwam het in bezit van familie De Negri.
Tot de opheffing van het hertogdom Limburg hoorde Teuven tot de Limburgse hoogbank Montzen. Net als de rest van het hertogdom werd Teuven bij de annexatie van de Zuidelijke Nederlanden door de Franse Republiek in 1795 opgenomen in het toen gevormde departement Ourthe. De gebieden van de in 1646 gesplitste heerlijkheid werden weer samengevoegd tot één gemeente. Deze werd in 1842 opnieuw gesplitst.
Na de Franse tijd kwam Teuven aan de Nederlandse, na 1830 Belgische provincie Luik.
Bij de onafhankelijkheid van België inventariseerde geograaf Philippe Vandermaelen in dit dorp 50 woningen in het centrum en 75 in Nurop en Sinnich, een kerk, een gemeentehuis, een molen, twee kastelen, een brouwerij en een lagere school. Samen met Sippenaeken waren er 902 inwoners die "Frans en Vlaams" (allicht Waals en Plattdütsch) spraken. De inventaris omvat verder details over de natuurlijke omgeving, bodems, landbouwproductie en veestapel. Ook het wegennetwerk van toen is beschreven. De omschrijving door Vandermaelen geeft een interessante inkijk in het dagelijkse leven rond 1830.
In 1962 na de vastlegging van de taalgrens ging Teuven over naar de provincie Limburg.
Teuven is daarmee samen met Remersdaal en Obsinnich het enige grondgebied van de huidige provincies Belgisch en Nederlands Limburg dat van oudsher toebehoort tot het Hertogdom Limburg.
Het belangrijkste bestaansmiddel van Teuven was de landbouw. In de 2e helft van de 19e eeuw begon de omschakeling naar veeteelt. Industrie is er nauwelijks, en de bevolking liep gestaag terug, hoewel in Teuven ook forenzen zijn gaan wonen die in Luik, Visé, Maastricht of Aken werken.

## Demografische ontwikkeling
- Bronnen:NIS, Opm:1831 tot en met 1970=volkstellingen; 1976 = inwoneraantal op 31 december

## Geboren te Teuven
- Paul Cerfontaine (1864-1917), bioloog
- Charles Vandenhove (1927-2019), architect
- Luc Hollands (1967), melkveehouder en activist
- Vinciane Sauren (1970-2020), kunstenaar[2]
- Julia Akkermans (1991), actrice

## Geografie
Teuven is net als de Waalse en Nederlandse omgeving gelegen in een dallandschap, namelijk het Gulpdal, met het riviertje de Gulp, dat tijdens de laatste ijstijd door erosie ontstaan is. De hoogte van Teuven bedraagt ongeveer 185 meter. De bovenste vruchtbare lösslaag is een windafzetting. De bossen, met in Vlaamse context zeldzame en bedreigde flora (orchideeën) en fauna (everzwijnen), zijn merendeels door Vlaanderen opgekocht in de laatste jaren.
Aan de westzijde van de plaats rijzen de hellingen op van een heuvelplateau, het Plateau van Crapoel, met daarop het Beusdalbos. Verder naar het noorden ligt ook het Roebelsbos.
Het landschap wordt verder gekenmerkt door holle wegen, houtwallen, de bronnen van de Teuvenbeek nabij Sinnich, dolines op de helling van de Teuvenerberg, en krijtgroeven op de helling van dezelfde berg. Dit krijt werd gebruikt als kalkbemesting op de akkers.

### Gehuchten

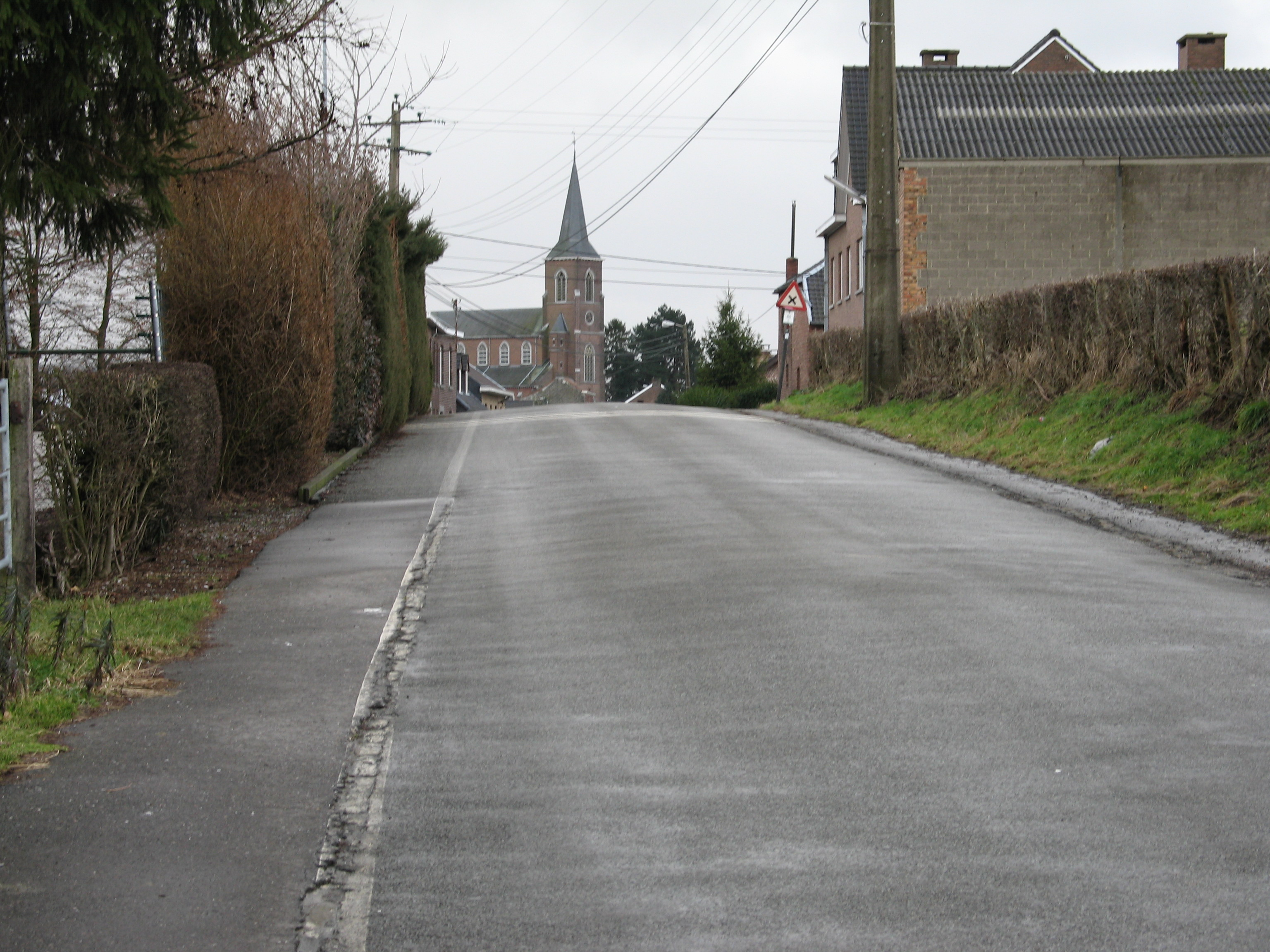
Nurop

- De Plank (het gedeelte ten oosten van de weg Aubel - Margraten (Nederland))
- Gieveld (in het oosten)
- Nurop (in het noorden)
- Sinnich (in het zuiden)

## Bezienswaardigheden
- Abdij van Sinnich (kasteel) met nabijgelegen Watermolen van Sinnich
- Kasteel van Teuven, De Hoof of De Draeck (in gebruik als hotel-restaurant)
- Molen van Teuven, watermolen op de Gulp
- Sint-Pieterskerk
- Enkele vakwerkhoeven, zoals:
  - Hoeve Oudenhof aan Kloosterhofstraat
  - Hoeve Teuven-Dorp 58
  - Hoeve Driesenhof aan Teuvener-Driesen 2
  - Kloosterhofstraat 15
  - Kloosterhofstraat 30
- Enkele andere hoeven, zoals:
  - Hoeve Mostert aan Mostert 23-25
  - Hoeve Kloosterhof aan Kloosterhofstraat 34.

## Evenementen
De carnavalsoptocht wordt op de zaterdag voor Aswoensdag gehouden. De optocht bestaat sinds 1985 en is sindsdien uitgegroeid tot een happening die ook carnavalisten van ver buiten de gemeentegrenzen aantrekt.
Ook de harmonieconcerten van Teuven zijn bekend. Naast deze concerten wordt er jaarlijks een gezamenlijk diner voor alle Teuvenaren georganiseerd.
Jaarlijks organiseert de Société de Tir (schutterij) het Koningvogelschieten bij het Dorpshuis op tweede pinksterdag vanaf 14.00 uur. Wie de vogel afschiet is de schutterskoning voor het komende jaar.

#### Parochiefeesten
Elk laatste weekend van augustus vinden de parochiefeesten plaats, die sinds 1980 worden gehouden. De opbrengsten van deze feesten gaan richting parochiezaal, die door de parochie en met de feestopbrengsten onderhouden wordt. Ondertussen wordt er in Teuven een nieuw multifunctioneel dorpshuis gebouwd. Dit allemaal op basis van vrijwilligers en met subsidie van de overheid.

#### Teuvenement
De eerste zondag van juli vindt in Teuven het jaarlijkse Teuvenement plaats. Er wordt gewerkt met een "Preuflap", een boekje met acht bonnen, waarmee men aan elk van de acht kraampjes iets te preuve (proeven) kan gaan halen, dit uit tien verschillende landen of regio's uit de hele wereld.

## Verenigingen
- Harmonie Royale de Teuven
- KLJ Teuven: Katholieke Landelijke Jeugd Teuven. Jeugdbeweging voor jongeren van acht tot 18 jaar
- KV Böschuule Teuve, carnavalsvereniging, opgericht in 1985
- KVLV Teuven: Katholieke Vereniging Landelijke Vrouwen
- Société de Tir Saint Pierre-Teuven, schutterij

## Nabijgelegen kernen
Remersdaal, Sint-Martens-Voeren, Slenaken, Sippenaeken
Deelgemeenten: 's-Gravenvoeren · Moelingen · Remersdaal · Sint-Martens-Voeren · Sint-Pieters-Voeren · Teuven

Overige kernen: Berg · Drink · Gieveld · Hagelstein · Ketten · Knap · Krindaal · Nurop · Obsinnich · Peerds · De Plank · Reesberg · Rullen · Schilberg · Schophem · Schoppemerheide · Sinnich · Snauwenberg · Stroevenbos · Swaan · Ulvend · Veld · Veurs

Belgische gemeenten · Arrondissement Tongeren · Limburg · Vlaanderen